# Gare de Farébersviller
Gare de Farébersviller vasútállomás Franciaországban, Farébersviller településen.

## Vasútvonalak
Az állomást az alábbi vasútvonalak érintik:
- Haguenau–Hargarten - Falck-vasútvonal

## Kapcsolódó állomások
A vasútállomáshoz az alábbi állomások vannak a legközelebb:
- Gare de Béning
- Gare de Farschviller